# Административное здание по Артёма 60

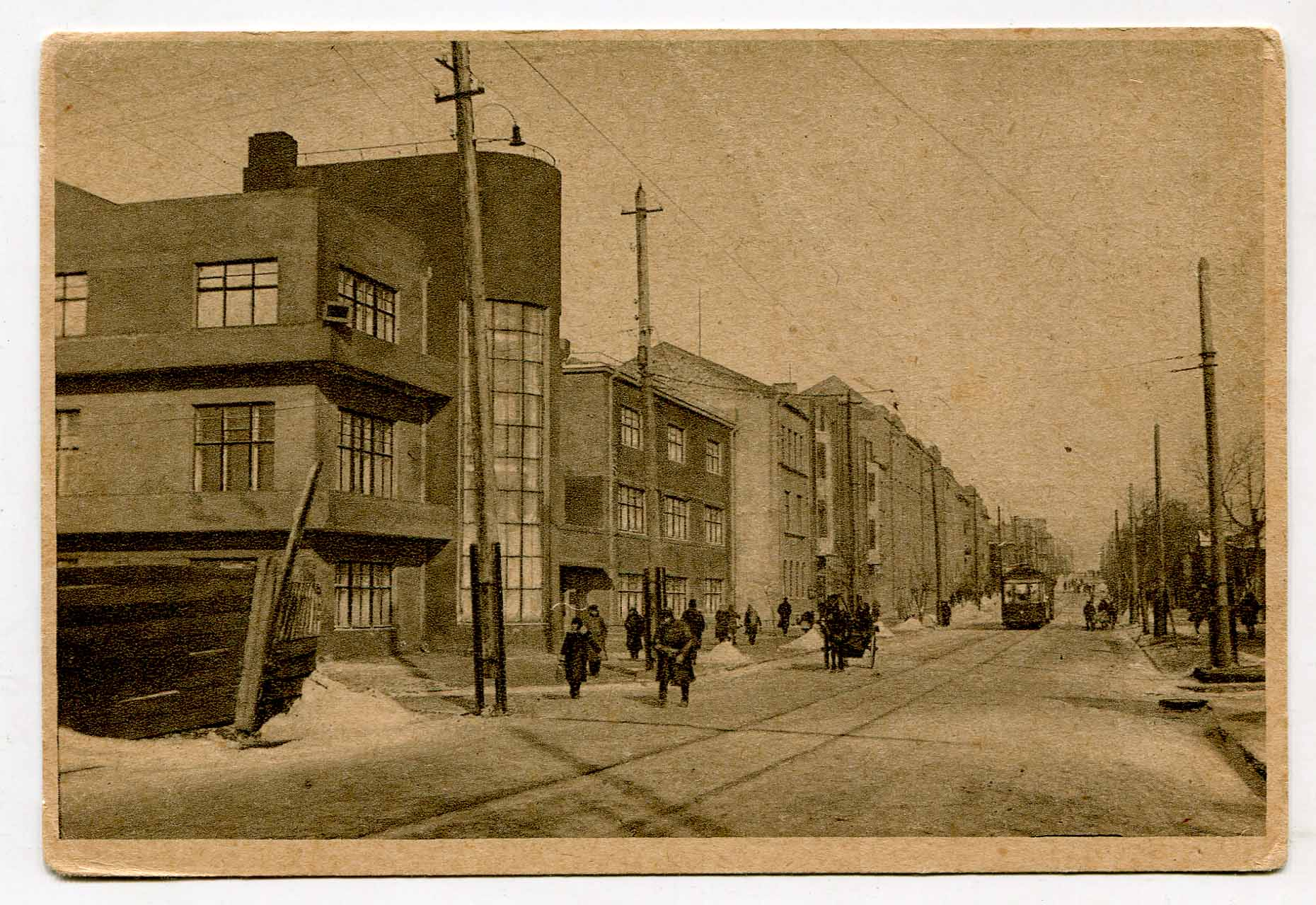
Первоначальный вид здания

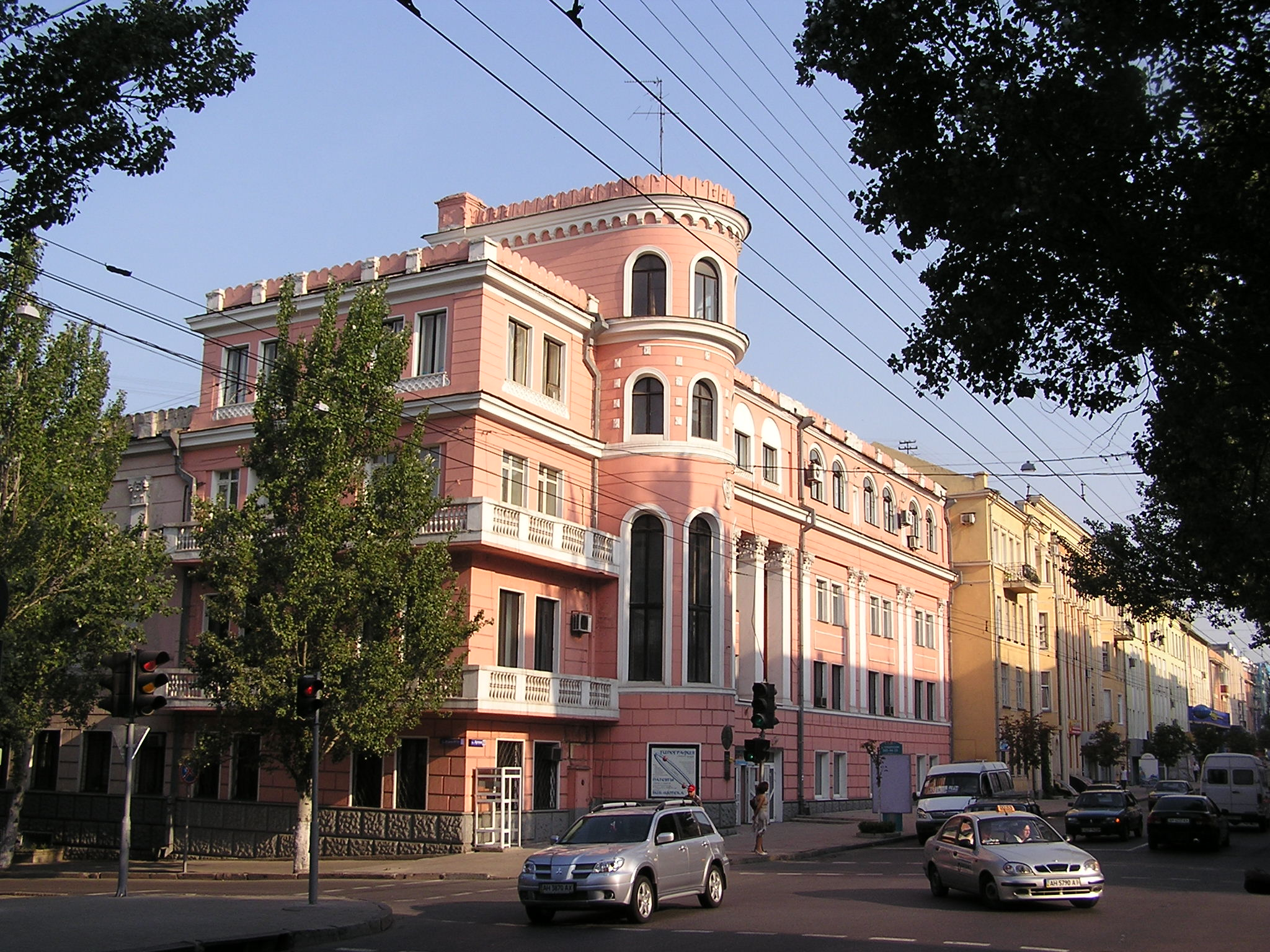
Фасад здания

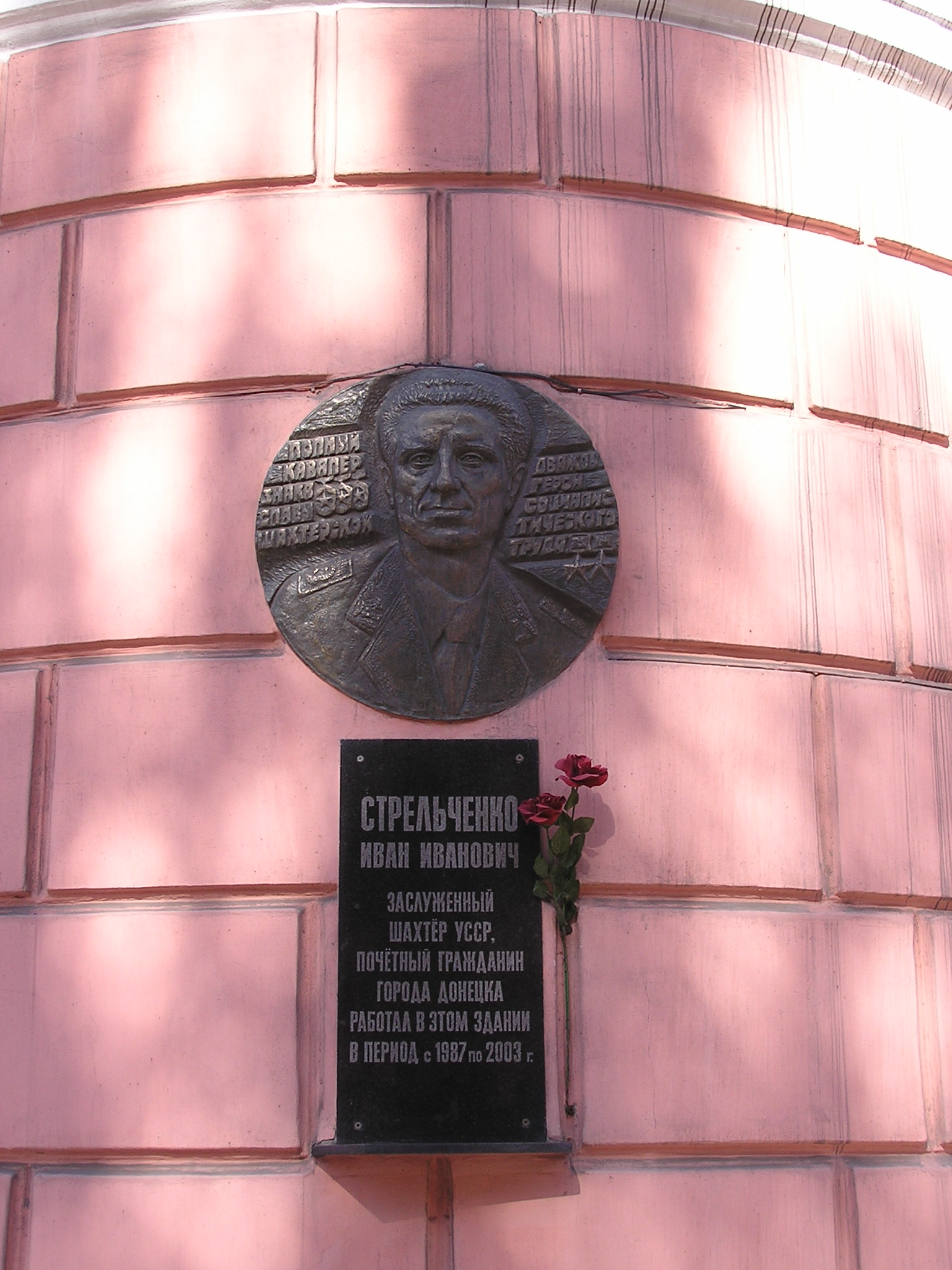
Мемориальная табличка Стрельченко

Административное здание по Артёма 60 — четырёхэтажное здание в стиле конструктивизма, построенное в 1928 году в Ворошиловском районе Донецка, памятник истории и культуры. В здании в разное время размещались клуб строителей (1928), Дворец пионеров (1936—1941), Дом техники угольщиков (1950-е), центральное бюро научно-технической информации (в настоящее время).
На фасаде, обращёном к улице Артёма находится полукруглый выступ, высокие стрельчатые окна и белые колонны.
Вертикальный динамичный объёма эркера и активно выявленный поэтажно-послойно разделённый общий объём здания находятся в контрастном активном тектоническом противопоставлении-взаимопроникновении и составляют основу объёмно-пространственной композиции здания. На фасаде располагается картуш с барельефным изображением перекрещивающихся шахтерского обушка и отбойного молотка.
Цоколь здания выполнен в виде каменных квадров с брутальной фактурой. Цвет этих квадр характерный для угольных пород контрастирует с основными плоскостями фасада, выполненными в энергетическом розовом цветовом решении.
Вдоль южного фасада световые приямки отодвигают границу поверхности земли от стены и цоколя, чем создаётся композиционный эффект взаимоперетекания подземной и надземной цокольной частей здания. Также за счёт активного понижения уровня земли вдоль фасада южная цокольная часть как бы «вырастает» из земли.

## Клуб строителей
Здание построено по проекту архитектора Г. А. Яновицкого для клуба строителей имени Шевченко (клуба ИТР). Проект был решен в простых объёмах, с подчеркнутым отсутствием декоративных элементов. В здании на тот момент было три этажа.

## Дворец пионеров
В 1936 году здание было перестроено по проекту Н. И. Порхунова под Дворец пионеров. На фасадах появились декоративные элементы, была смягчена угловатость. На фасадах здания были установлены скульптуры пионеров с горнами, выполненные из гипса. В здании был сделан лифт. Был проведён телефон.
У Дворца пионеров была размещена конечная станция Детской железной дороги имени Кирова, которая находилась в центральном парке культуры и отдыха имени А. С. Щербакова.
Открытие Дворца пионеров состоялось 11 ноября 1936 года. Во время открытия Дворца пионеров был организован салют и праздничные гуляния на городских прудах.
С 1936 по 1938 год директором Дворца пионеров был М. И. Шкурко, с 1938 по 1941 год директором Дворца пионеров был Н. Н. Гуменов.
Это был крупнейший в то время Дворец пионеров в Советском союзе. В нём работало 150 кружков, которые размещались в 52 комнатах. Наиболее развиты были драматический, литературный и химический кружки.
Литературным кружком руководил Виктор Сорокин, сотрудник областной газеты. В нём занимались Юрий Давидович Левитанский (в дальнейшем поэт и переводчик), Виктор Васильевич Шутов (в дальнейшем писатель), Леонид Израилевич Лиходеев (в дальнейшем писатель и журналист).
У входа во Дворец пионеров детей встречал кот в сапогах. На третьем этаже располагался зимний сад.
В годы Великой Отечественной войны здание сгорело.

## Здание в послевоенные годы
В 1947—1948 годах архитектор Л. Барабаш разработал общий проект его восстановления, а архитекторы Б. Дзюбановский, О. Мельникова и Георгий Иванович Навроцкий разработали проекты интерьеров. Были добавлены четвёртый этаж, декоративный парапет над зданием и башней лестничной клетки, балюстрада на балконах. Форма окон башни лестничной клетки из прямоугольных была изменена на арочные.
В 1950-x годах в здании располагался Дом техники Угольщиков.
Интересной деталью в интерьерах здания является Зеркальный зал, в нём капитальная стена, отделяющая зал от коридора, полностью забрана зеркалами.
В 1983 году решением областного совета здание было причислено к памятникам истории и культуры.
В настоящее время в здании располагается центральное бюро научно-технической информации Госуглепрома.

На здании есть мемориальная доска, которая установлена на выступающей части эркера. На ней изображен рельефный портрет Ивана Ивановича Стрельченко, который раздвигает «пласты» строчек текста: 
Стрельченко Иван Иванович
Заслуженный шахтёр УССР, почётный гражданин города Донецка работал в этом здании в период с 1987 по 2003 г.
.